# کاخ فرهنگ و دانش
کاخ فرهنگ و دانش یک کاخ واقع در ورشو، لهستان می‌باشد. ساخت و ساز این ساختمان ۲ مه ۱۹۵۲ شروع شد و ۲۲ ژوئیه ۱۹۵۵ به پایان رسید. مساحت زیربنای آن ۱۲۳٬۰۸۴ متر مربع (۱٬۳۲۴٬۸۶۵ فوت مربع)، تعداد طبقاتش ۴۲ است. و همینطور در سال ۲۰۰۶ میزبان دوشیزه دنیا بود.